# Часовня Святого Апостола Анании
Часовня Святого Апостола Анании (арм. Սուրբ Անանիա առաքյալի մատուռ) — армянская апостольская церковь в Ереване. Находится в близости от храма Зоравор Аствацацин, занимая западную часть входа в храм. Здесь действовала школа апостола Анании.

## История
Часовня представляет собой каменное сооружение, построенное в IX—XIII веках на могиле апостола Анании и считается самой значительной святыней, связанной с ним.
Согласно историческим источникам, в конце XVI века, избегая гонений католикоса Меликсета Арашеци (ок. 1593) из Агвана, преподобный Мовсес Сюнец приехал из Гандзасара в Ереван, чтобы переселиться в Карин и заняться там проповеднической деятельностью. Однако он познакомился с Амир Гюна-ханом Каджаром в Ереване и, пользуясь его дружеским отношением, укрылся в окрестностях часовни апостола Анании, где в XVII веке основал монастырь. Мовсес построил церковь, молитвенный дом, пресвитерий и кельи для прихожан. Вся территория была огорожена, и была создана монастырская школа.
За исключением часовни апостола Анании, все упомянутые строения были деревянными и в 1635—1636 годах стали кострищем во время турецко-персидских войн. По свидетельству очевидца событий Аракела Даврижеци, эти строения были перестроены из камня католикосом Пилипосом I (1632—1655).
В 1679 году землетрясение превратило монастырь и все прилегающие постройки в руины. Однако нынешняя церковь Пресвятой Богородицы, построенная на том же месте, была отстроена в 1693 году на пожертвования Ходжи-Паноса.